# South Norfolk
South Norfolk is een Engels district in het shire-graafschap (non-metropolitan county OF county) Norfolk en telt 138.000 inwoners. De oppervlakte bedraagt 908 km². De hoofdplaats is Long Stratton.
Van de bevolking is 19,3% ouder dan 65 jaar. De werkloosheid bedraagt 2,1% van de beroepsbevolking (cijfers volkstelling 2001).

## Civil parishesin district South Norfolk
Alburgh, Aldeby, Alpington, Ashby St. Mary, Ashwellthorpe and Fundenhall, Aslacton, Barford, Barnham Broom, Bawburgh, Bedingham, Bergh Apton, Bixley, Bracon Ash, Bramerton, Brandon Parva, Coston, Runhall and Welborne, Bressingham, Brockdish, Brooke, Broome, Bunwell, Burgh St. Peter, Burston and Shimpling, Caistor St. Edmund, Carleton Rode, Carleton St. Peter, Chedgrave, Claxton, Colney, Costessey, Cringleford, Denton, Deopham, Dickleburgh and Rushall, Diss, Ditchingham, Earsham, East Carleton, Easton, Ellingham, Flordon, Forncett, Framingham Earl, Framingham Pigot, Geldeston, Gillingham, Gissing, Great Melton, Great Moulton, Haddiscoe, Hales, Heckingham, Hedenham, Hellington, Hempnall, Hethersett, Heywood, Hingham, Holverston, Howe, Keswick and Intwood, Ketteringham, Kimberley, Kirby Bedon, Kirby Cane, Kirstead, Langley with Hardley, Little Melton, Loddon, Long Stratton, Marlingford and Colton, Morley, Morningthorpe and Fritton, Mulbarton, Mundham, Needham, Newton Flotman, Norton Subcourse, Poringland, Pulham Market, Pulham St. Mary, Raveningham, Redenhall with Harleston, Rockland St. Mary, Roydon, Saxlingham Nethergate, Scole, Seething, Shelfanger, Shelton and Hardwick, Shotesham, Sisland, Starston, Stockton, Stoke Holy Cross, Surlingham, Swainsthorpe, Swardeston, Tacolneston, Tasburgh, Tharston and Hapton, Thurlton, Thurton, Thwaite, Tibenham, Tivetshall St. Margaret, Tivetshall St. Mary, Toft Monks, Topcroft, Trowse with Newton, Wacton, Wheatacre, Wicklewood, Winfarthing, Woodton, Wortwell, Wramplingham, Wreningham, Wymondham, Yelverton.